# Visitantinnen-Kirche (Warschau)

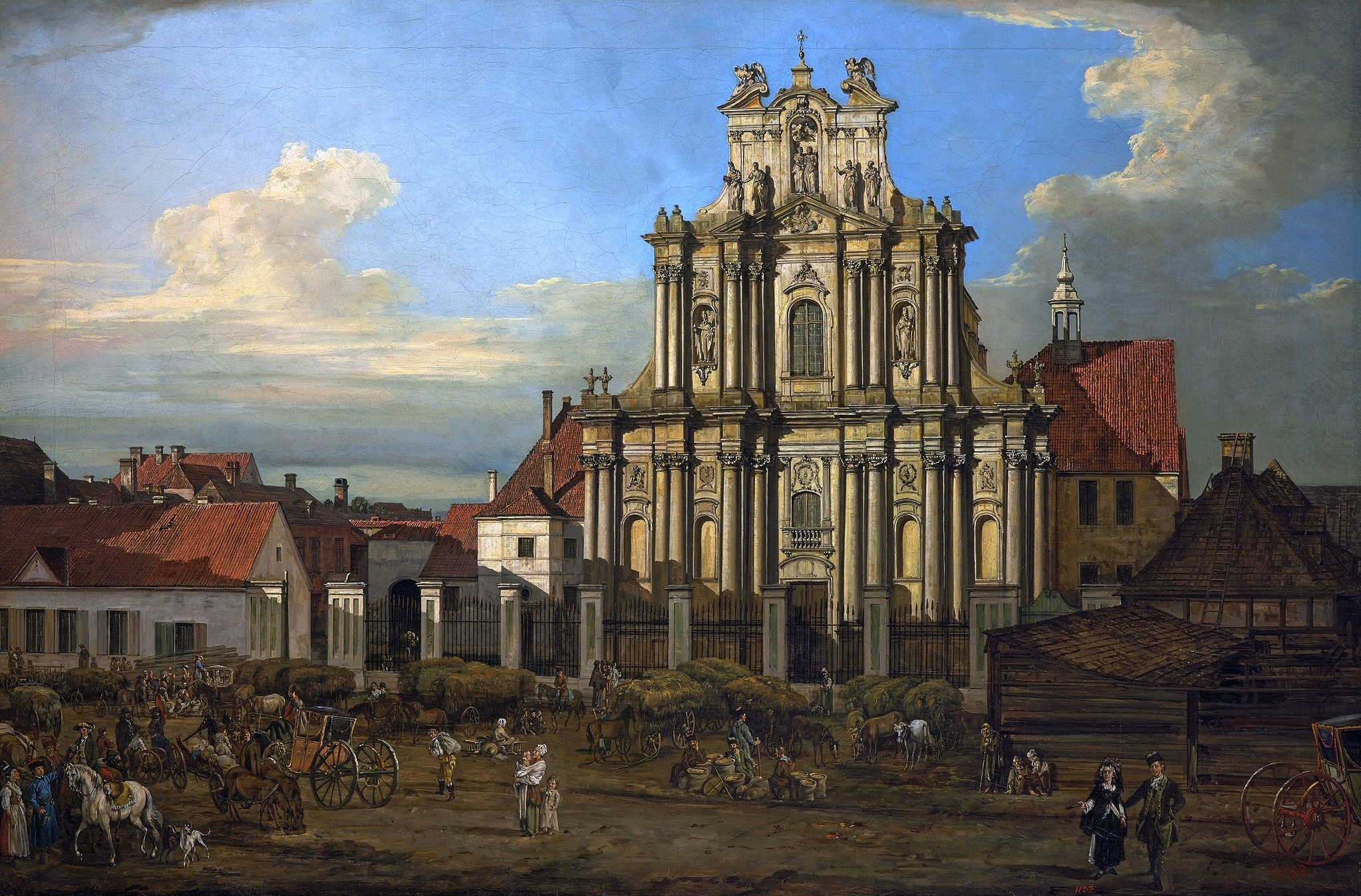
Die Kirche nach Bernardo Bellotto (Canaletto) aus dem Jahr 1780

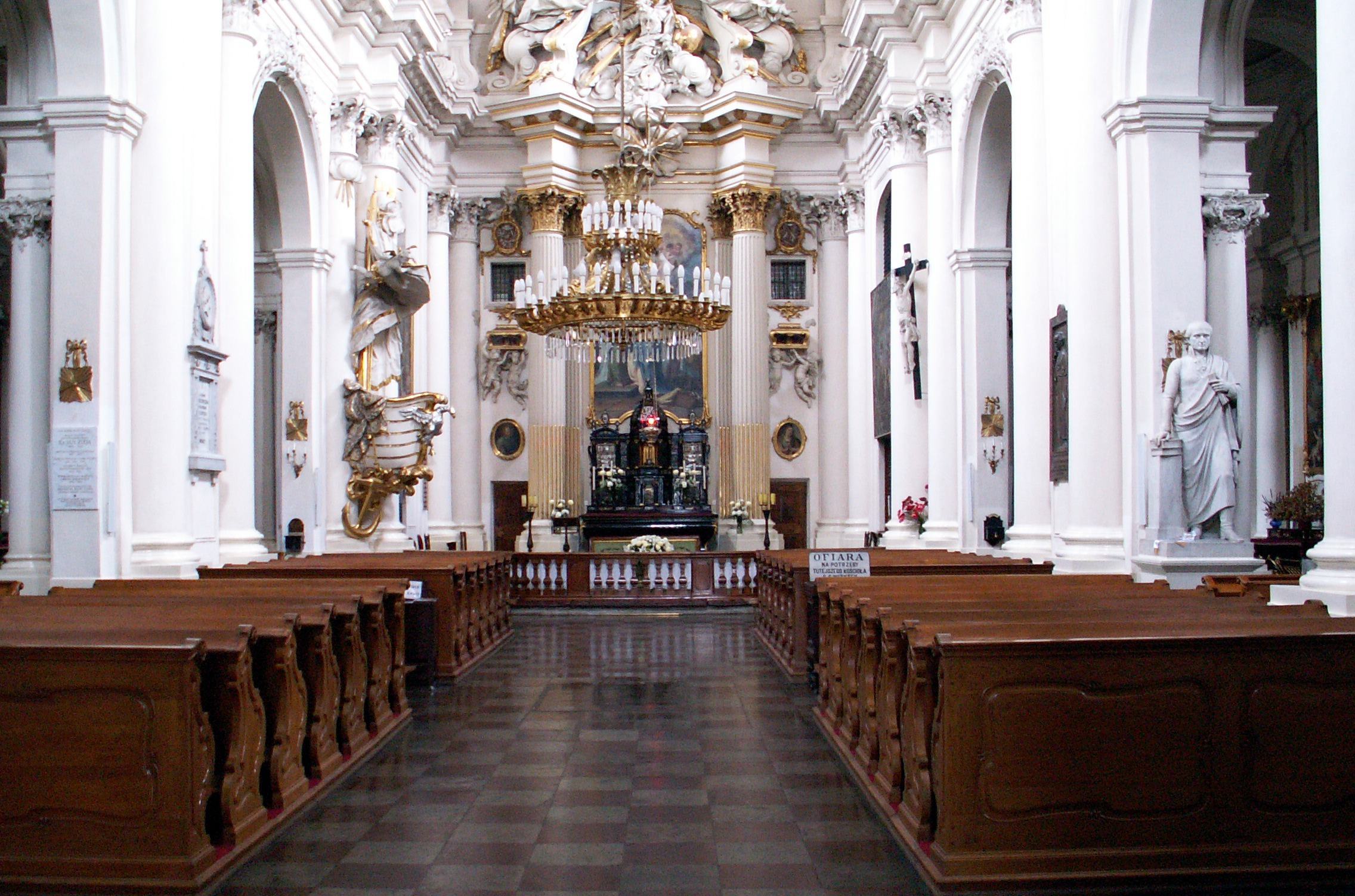
Hauptschiff mit Hochaltar

Die Visitantinnen-Kirche (polnisch Kościół Wizytek) in Warschau ist eine Basilika in Warschaus Prachtstraße, der Krakowskie Przedmieście (Nr. 34). Die Kirche trägt das Patrozinium des heiligen Josef (deshalb auch: St.-Josefs-Kirche genannt; poln.: Kościół Opieki św. Józefa). Sie liegt gegenüber der Einmündung der Ulica Królewska. Die Römisch-katholische Kirche ist Bestandteil der hier gelegenen historischen Klosteranlage der Visitantinnen. Sie gehört zu den bedeutendsten Sakralbauten Warschaus und stammt aus dem 18. Jahrhundert und steht seit 1965 unter Denkmalschutz (Nr. 246).

## Geschichte
Bereits von 1651 bis 1654 ließ die polnische Königin Luisa Maria Gonzaga an Stelle der heutigen Basilika eine hölzerne Kirche für Aloisius von Gonzaga errichten. Dieses Gebäude wurde 1656 beim schwedischen Einfall in Warschau – im Rahmen des Zweiten Nordischen Krieges – niedergebrannt. Im Jahr 1664 fand in Anwesenheit des polnischen Primas Wacław Leszczyński die Grundsteinlegung zu einem Neubau statt. Der noch nicht fertiggestellte Bau brannte 1695 jedoch ebenfalls ab.
Die heutige, spätbarocke Kirche wurde nach einem Entwurf von Carlo Antonio Bay errichtet. Im Jahr 1727 wurde zwischen dem Warschauer Orden der Salesianerinnen und dem Architekten eine entsprechende Vereinbarung unterzeichnet. Der Bau der Kirche begann am 28. August 1728 und wurde zunächst von Elżbieta Sieniawska finanziert (bis 1733). Wegen folgender finanzieller Schwierigkeiten betrug die Bauzeit 33 Jahre. Ab 1754 vollendete Ephraim Schröger den Bau; 1765 war auch der Innenraum fertig.
Am 15. August 1761 wurde in der Kirche erstmals eine Messe gehalten und am 20. September d. J. erfolgte durch den Kiewer Bischof Józef Andrzej Załuski die Kirchweihe. In den Jahren 1847 und 1848 wurde die Kirche unter Leitung von Henryk Marconi restauriert.
Die Basilika wurde als eines von nur wenigen Bauwerken im Innenstadtbereich Warschaus im Zweiten Weltkrieg nicht zerstört und konnte so ihre originale Ausstattung bis heute erhalten. Viele im Laufe der Jahrhunderte angesammelte Kunstwerke sind hier noch vorhanden. 1955 und 1967/68 erfolgten umfangreiche Reparatur- und Renovierungsarbeiten am Gebäude.

### Frédéric Chopin und Jan Twardowski
Mit der Kirchengeschichte sind zwei bedeutende Polen verbunden. Für den Kirchenchor spielte während der Schulmessen der damalige Oberschüler Frédéric Chopin an der Orgel. Eine Gedenktafel erinnert daran. Und in den 1960er Jahren wirkte hier Jan Twardowski als Propst. Er wohnte im Kloster der Visitantinnen, wo er seine Gedichte oder Predigten schrieb, die er dann in der Kirche hielt. Am Kircheneingang befindet sich ein ihm gewidmetes Epitaph in Form eines Betstuhls, das eines seiner Gedichte enthält.

### Stefan Wyszyński-Denkmal
Auf dem Vorhof des Gebäudes steht seit 1987 ein Denkmal von Andrzej Renes für Kardinal Stefan Wyszyński, Polens Primas von 1948 bis 1981.

## Architektur
Der architekturhistorisch bedeutende Sakralbau ist eine dreischiffige Basilika mit Presbyterium, die mitunter auch als einschiffig mit seitlichen Kapellenreihen beschrieben wird. Die spätbarocke, dreigeschossige und in den Proportionen grazile Fassade ist von Säulen und statuenbesetzten Nischen geprägt und mit einem zierlichen Rokokodekor versehen. Durch den leicht vorgeschobenen mittleren Teil und die etwas konkaven Seitenpartien wird die Licht- und Schattenwirkung der Fassadenarchitektur unterstrichen. In Teilen zeigt sie bereits den Übergang vom Rokoko zum Klassizismus. Die Plastiken und Stuckarbeiten stammen aus der Werkstatt von Johann Georg Plersch.

### Innenraum

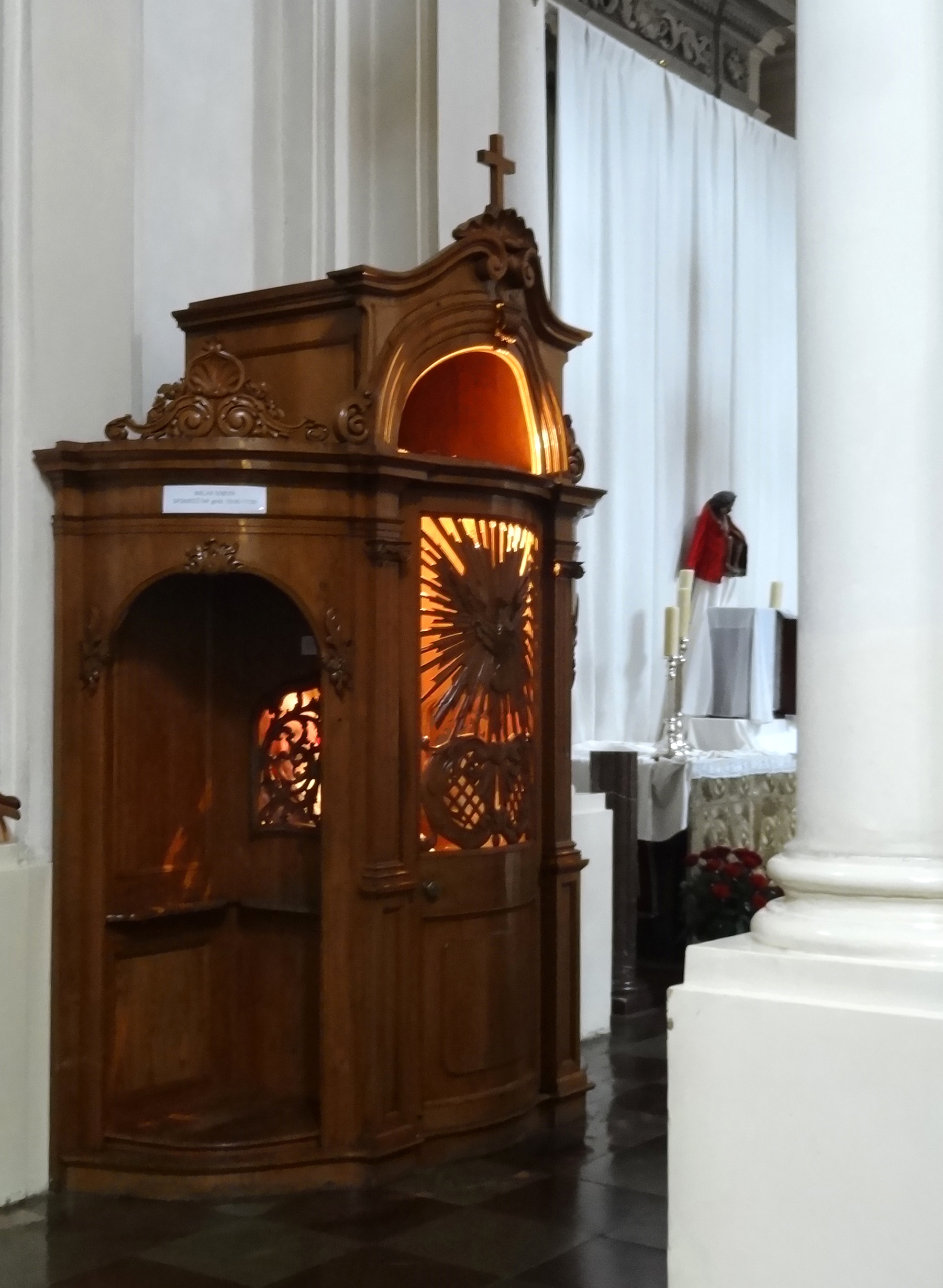
Ein hölzerner Beichtstuhl am Karsamstag mit einem Licht, das signalisiert, dass ein Priester drin sitzt um Beichten zu hören

Das Kircheninnere ist ebenfalls im Spätbarockstil gehalten. Das Hauptschiff ist lichtdurchflutet und verfügt über eine rhythmisierte Säulenordnung. Die beiden Seitenschiffe haben die Form von sechs zum Hauptschiff offenen, oval überkuppelten Kapellen.
Der hohe Hauptaltar wurde nach Ephraim Schröger von Plersch gefertigt. Er verfügt über schräg angeordnete Doppelsäulen, aus deren Gebälk eine Skulpturengruppe hervorbricht. Das in die Altarkonstruktion eingefügte Tabernakel französischer Herkunft aus Ebenholz wurde 1654 von Luisa Maria Gonzaga gestiftet; es sieht aus wie eine kleine Kirche und stammt noch aus dem Vorgängerbau. Ursprünglich befand es sich vermutlich in der Kapelle der Villa Regia. Es wird durch silberne Tafeln ergänzt, an denen auch der Goldschmied Hermann Potthoff beteiligt war. Das Altar-Gemälde („Die Heimsuchung Marias“) stammt von Tadeusz Kuntze (vom Ende des 18. Jahrhunderts). Daniel Schultz schuf das Gemälde „Heiliger Luis Gonzaga“ und Szymon Czechowicz den „Heiligen Franz von Sales“.
Die Rokokokanzel – ebenfalls von Plersch – ist symbolisch in Form eines Bootes ausgeführt (nach 1762). Über der Eingangstür zur Sakristei im rechten Schiff befinden sich Porträts des Königs Johann II. Kasimir und der Königin Luisa Maria.

## Orgel

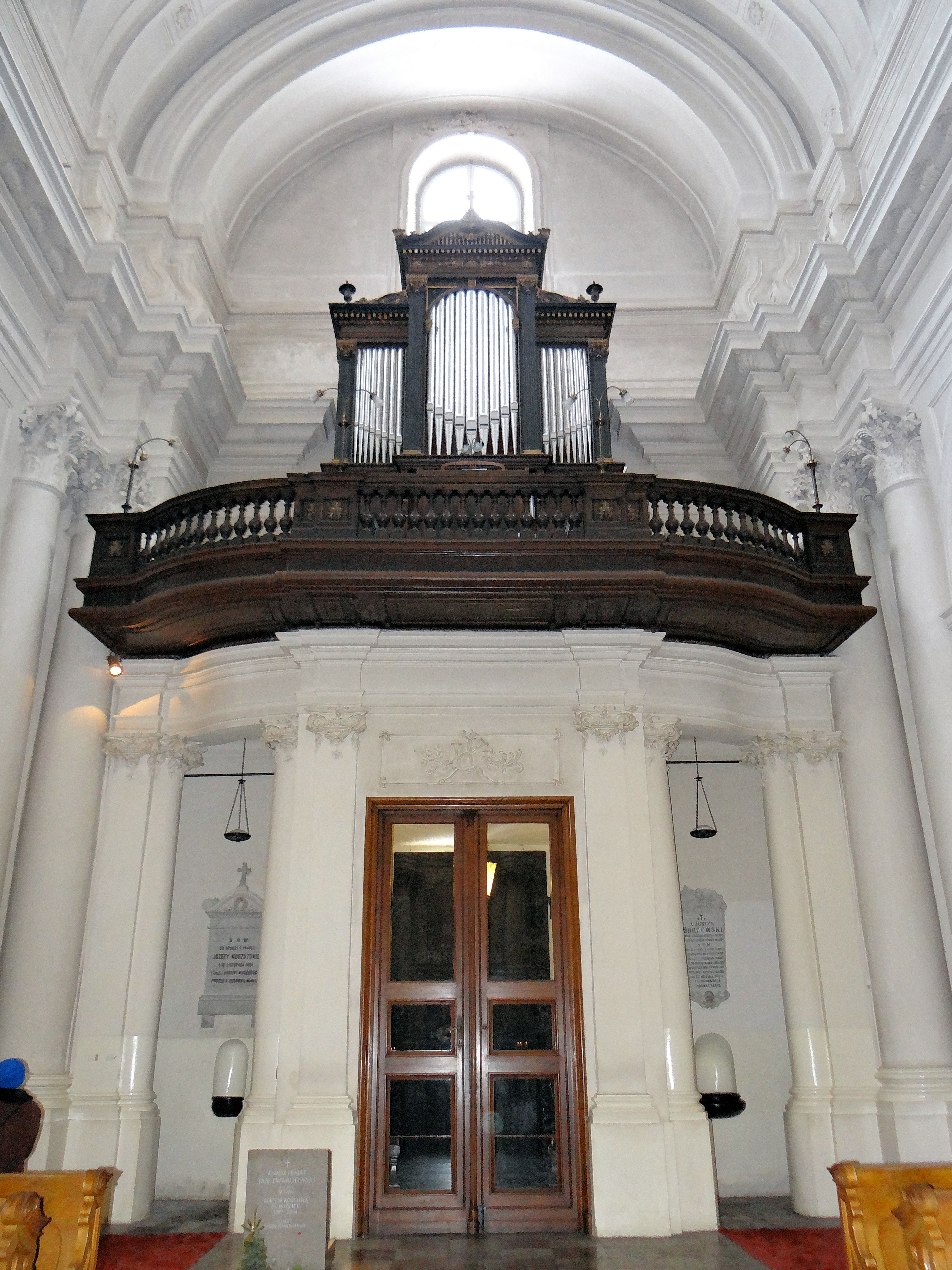
Blick auf die Orgel

Die Orgel wurde von Antoni Szymański im Jahre 1909 erbaut, 1960 verändert und 2016 teilweise auf den ursprünglichen Zustand rückgeführt. Das Instrument hat 13 klingende Register auf zwei Manualwerken und Pedal. Die Trakturen sind pneumatisch.
| I. Manual C–f3 |           |     |
| 1.             | Bourdon   | 16′ |
| 2.             | Pryncypał | 8′  |
| 3.             | Gamba     | 8′  |
| 4.             | Gemshorn  | 8′  |
| 5.             | Flet      | 4′  |
| 6.             | Octava    | 4′  |

| II. Manual C–f3 |               |    |
| 7.              | Dubeltflet    | 8′ |
| 8.              | Salcyjon      | 8′ |
| 9.              | Vox coelestis | 8′ |
| 10.             | Traversflet   | 4′ |
| 11.             | Flet          | 2′ |

| Pedal C–d1 |                        |     |
| 12.        | Subbass                | 16′ |
| 13.        | Bourdon Bass (Transm.) | 16′ |
| 14.        | Pryncypał Bass         | 8′  |

- Koppeln: II/I, I/P, II/P, Superkoppel I, Subkoppel II/I
- Spielhilfen: Piano, Forte, Tutti, Crescendo